# Мери Џексон
Мери Џексон (рођена Винстон; 9. април 1921 – 11. фебруар 2005) била је америчка математичарка и ваздухопловни инжењер у Националном саветодавном комитету за аеронаутику (Наца), којег је 1958. године наследила Национална управа за аеронаутику и свемир ( Наса). Већи део своје каријере радила је у истраживачком центру Ланглеј, у Хамптону, у Вирџинији. Почела је као „рачунар” у издвојеном одељењу West Area Computers 1951. године. Године 1958, након што је похађала часове инжењерства, постала је прва црнкиња инжењер Насе.
Након 34 године у Наси, Мери Џексон је стекала највишу доступну инжењерску титулу. Схватила је да не може да заради даља унапређења а да не постане супервизор. Прихватила је деградацију на менаџера у Насиној канцеларији за програме једнаких могућности. У овој улози, радила је на томе да утиче на запошљавање и промоцију жена у Насиним научним, инжењерским и математичким каријерама.
Њена прича је представљена у публицистичкој књизи „Скривене фигуре: амерички сан и неиспричана прича о црнкињама које су помогле у победи у свемирској трци” из 2016. године. Она је један од три протагониста у „Скривеним бројкама”, филмској адаптацији објављеној исте године.
2019. године, Мери Џексон је постхумно награђена златном медаљом Конгреса. 2021. године, седиште Насе у Вашингтону преименовано је у седиште Насе Мери В. Џексон.

## Биографија
Мери Џексон је рођена 9. априла 1921. године у породици Еле Винстон (рођене Скот) и Френка Винстона. Одрасла је у Хамптону, у Вирџинији, где је завршила средњу школу са највишим одликама. Мери Џексон је дипломирала математику и физичке науке на Универзитету Хамптон 1942. године. Она је иницирана у Гама Тета огранак Алфа Капа Алфа сестринства у Хамптону.
Мери Џексон је служила више од 30 година као вођа извиђача. Током 1970-их помогла је афроамеричкој деци у својој заједници да направе минијатурни аеротунел за тестирање авиона.
Мери Џексон се удалѕ18. новембра 1944. године, за Левијам Џексона старијег, морнаром у Америчкој морнарици. У браку су били до његове смрти 1992. године. Имали су двоје деце, Левија Џексона млађег и Керолин Мери Луис. Мери Џексон је умрла 11. фебруара 2005. године, у 83. години живота.

## Каријера
Након дипломирања, Мери Џексон је годину дана предавала математику у афроамеричкој школи у округу Калверт, Мериленд. У то време, јавне школе су још увек биле одвојене широм југа. Такође је почела да подучава средњошколце и студенте, што је наставила да ради током свог живота.
1943. године вратила се у Хемптон, где је постала књиговођа у тамошњем Националном католичком комуналном центру. Радила је као рецепционер и службеник у здравственом одељењу Института Хемптон. За то време је била трудна, а пре рођења њеног сина, вратила се кући. Године 1951. постала је службеница у канцеларији главних војних снага у Форт Монроу.
Године 1951. Мери Џексон је регрутовао Национални саветодавни комитет за аеронаутику (Наца), који је 1958. наследила Национална управа за аеронаутику и свемир (Наса). Почела је као  „компјутер”, у Истраживачком центру Ланглеј, у свом родном граду Хамптону, у Вирџинији. Радила је под водством Дороти Вон, у сегрегираној секцији за рачунаре, у западној области.
Године 1953. прихватила је понуду да ради за инжењера Казимирза Чарнецког, у тунелу за суперсонични притисак. Аеротунел од 4 са 4 стопе (1,2 са 1,2 м), 60.000 коњских снага (45.000 кВ) коришћен је за проучавање сила на моделу, генерисањем ветра скоро двоструко већом брзином од звука. Чарнецки је охрабрио Џексонову да прође обуку, како би могла да буде унапређена у инжењера. Морала је да похађа дипломске курсеве из математике и физике, да би се квалификовала за посао. Курсеви су нуђени у ноћном програму Универзитета Вирџиније, одржаном у потпуно белој средњој школи Хамптон. Мери Џексон је поднела петицију граду Хемптону да јој дозволи да похађа наставу. Након завршетка курсева, 1958. године је унапређена у ваздухопловног инжењера и постала је прва црнкиња инжењер Насе. Анализирала је податке из експеримената у аеротунелу и експеримената летења авиона у стварном свету у Огранку за теоријску аеродинамику Одељења за подзвучно-транссоничну аеродинамику у Ленглију. Њен циљ је био да разуме проток ваздуха, укључујући силе потиска и отпора, како би унапредила авионе Сједињених Држава.
Мери Џексон је радила као инжењер у неколико Наса одељења: Одељењу за истраживање компресибилности, Одељењу за истраживање пуног опсега, Одељењу за аеродинамику великих брзина и Одељењу за подзвучно-трансзвучну аеродинамику. Аутор или коаутор је 12 техничких радова за Нацу и Насу. Радила је како би помогла женама и другим мањинама да унапреде своје каријере, укључујући саветовање како да студирају како би се квалификовале за унапређење.
До 1979. године, Мери Џексон је постигала највишу титулу у инжењерском одељењу. Одлучила је да се деградира да би служила као администратор у области специјалиста за једнаке могућности. Након што је прошла обуку у седишту Насе, вратила се у Ланглиј. Радила је на томе да направи промене и истакне жене и друге мањине које су успеле на терену. Радила је и као федерални менаџер програма за жене у Канцеларији за програме једнаких могућности и као менаџер програма афирмативне акције, а радила је на утицају на каријерне путеве жена на позицијама науке, инжењерства и математике у Наси. Наставила је да ради у Наси до пензионисања 1985. године.

## Наслеђе
Филм „Скривене бројке” из 2016. говори о каријерама Мери Џексона, Кетрин Џонсон и Дороти Вон у Наси, које су радиле на пројекту Меркур током свемирске трке. Филм је заснован на истоименој књизи Марго Ли Шетерли. Џексона у филму тумачи Џанел Моне.
Школски одбор Солт Лејк Ситија је 2018. године изгласао да основна школа Џексон у Солт Лејк Ситију, Јута, буде преименована у Мери Џексон уместо председника Ендруа Џексона.
Зграда седишта Насе у Вашингтону преименована је у седиште Мери В. Џексон на виртуелној церемонији 26. фебруара 2021. године.

## Награде, достигнућа и почасти
- Године 1958, Мери Џексон је постала прва Афроамериканка која је постала инжењер[11]
- Награда за достигнућа групе Аполо, 1969. године[4][10]
- Данијелс Алумни награда за изванредну услугу младима у неповољном положају[10]
- Потврда о признању Националног савета црнкиња, за изузетан допринос заједници[10]
- Године 1972, награда за изузетне услуге, за њен рад у Комбинованој савезној кампањи, која представља хуманитарне агенције
- Награда за изузетног волонтера, истраживачког центра Ланглеј, 1975. године[10]
- Волонтер године истраживачког центра Ланглеј, 1976. године[4]
- Награда сестринства Јота Ламбда за изузетну научницу, 1976. године[10]
- Награда King Street Community Center[10]
- Награда за признање Националног техничког удружења, 1976. године[10]
- Хамптон Роадс Поглавље "Књига златних дела" за службу[10]
- Захвалница истраживачког центра Ланглеј, 1976–1977[10]
- Златна медаља Конгреса, 2019. године[2][22]
- 6. новембра 2020. године, у свемир је лансиран сателит назван по њој.[23]

## Публикације
- Czarnecki, K. R.; Jackson, Mary W. (September 1958), Effects of Nose Angle and Mach Number on Transition on Cones at Supersonic Speeds (NACA TN 4388), National Advisory Committee for Aeronautics
- Jackson, Mary W.; Czarnecki, K.R. (1960), Investigation by Schlieren Technique of Methods of Fixing Fully Turbulent Flow on Models at Supersonic Speeds, vol. 242, National Aeronautics and Space Administration
- Czarnecki, K. R.; Jackson, Mary W. (January 1961), Effects of Cone Angle, Mach Number, and Nose Blunting on Transition at Supersonic Speeds (NASA TN D-634), NASA Langley Research Center
- Jackson, Mary W.; Czarnecki, K. R. (July 1961), Boundary-Layer Transition on a Group of Blunt Nose Shapes at a Mach Number of 2.20 (NASA TN D-932), NASA Langley Research Center
- Czarnecki, K.R.; Jackson, Mary W.; Monta, William J. (1963), Studies of Skin Friction at Supersonic Speeds (Turbulent Boundary Layer and Skin Friction Data for Supersonic Transports)
- Jackson, Mary W.; Czarnecki, K. R.; Monta, William J. (July 1965), Turbulent Skin Friction at High Reynolds Numbers and Low Supersonic Velocities, National Aeronautics and Space Administration
- Czarnecki, K.R.; Jackson, M.W.; Sorrells, R. B. III (December 1, 1966), Measurement by wake momentum surveys at Mach 1.61 and 2.01 of turbulent boundary-layer skin friction on five swept wings, National Aeronautics and Space Administration
- Czarnecki, K.R.; Allen, J. M.; Jackson, M.W. (January 1, 1967), Boundary-layer transition on hypersonic-cruise aircraft, Conf. On Hypersonic Aircraft Technol, National Aeronautics and Space Administration
- Czarnecki, K.R.; Jackson, M.W. (November 1, 1970), Theoretical pressure distributions over arbitrarily shaped periodic waves in subsonic compressible flow and comparison with experiment, National Aeronautics and Space Administration
- Czarnecki, K.R.; Jackson, Mary W. (December 1975). "Turbulent Boundary-Layer Separation due to a Forward-Facing Step". AIAA Journal. 13 (12): 1585–1591. Bibcode:1975AIAAJ..13.1585C. doi:10.2514/3.60582.